# Nedre Kvarnasjön
Nedre Kvarnasjön är en sjö i Jönköpings kommun i Småland och ingår i Motala ströms huvudavrinningsområde. Sjön är 8 meter djup, har en yta på 0,122 kvadratkilometer och befinner sig 197,3 meter över havet. Sjön avvattnas av vattendraget Röttleån.

## Delavrinningsområde
Nedre Kvarnasjön ingår i det delavrinningsområde (642920-142146) som SMHI kallar för Namn saknas. Medelhöjden är 229 meter över havet och ytan är 10,87 kvadratkilometer. Räknas de 6 delavrinningsområdena uppströms in blir den ackumulerade arean 184,81 kvadratkilometer. Röttleån som avvattnar avrinningsområdet har biflödesordning 2, vilket innebär att vattnet flödar genom totalt 2 vattendrag innan det når havet efter 211 kilometer. Delavrinningsområdet består mestadels av skog (48 procent), öppen mark (15 procent) och jordbruk (32 procent). Avrinningsområdet har 0,37 kvadratkilometer vattenytor vilket ger avrinningsområdet en sjöprocent på 3,4 procent.